# Nagroda Rzecznika Praw Obywatelskich im. Macieja Lisa
Nagroda Rzecznika Praw Obywatelskich im. Macieja Lisa – nagroda ustanowiona w 2015 r. przez Rzecznika Praw Obywatelskich dla uhonorowania dra Macieja Lisa (1950–2015), Pełnomocnika Terenowego RPO we Wrocławiu. Przyznawana jest „za szczególne dokonania na rzecz obrony praw i interesów osób z niepełnosprawnościami”.
Kandydatki i kandydaci mogą być obywatelami Polski, obcokrajowcami lub instytucjami z siedzibą w Polsce lub za granicą, a zgłaszani są przez organizacje społeczne i uczelnie wyższe.
Nagroda wynosi 10 tysięcy złotych, a jej fundatorem jest Rzecznik Praw Obywatelskich.

## Kapituła
Kapitułę Nagrody stanowią: Rzecznik Praw Obywatelskich, przedstawiciel Rodziny Macieja Lisa, Rektor Uniwersytetu Wrocławskiego, Prezydent Miasta Wrocławia oraz Biskup Diecezji Wrocławskiej Kościoła Ewangelicko-Augsburskiego oraz dotychczasowi laureaci Nagrody.
W 2015 r. byli to: dr Adam Bodnar – Rzecznik Praw Obywatelskich, Stanisław Trociuk – Zastępca Rzecznika Praw Obywatelskich, prof. dr hab. Adam Jezierski – Prorektor Uniwersytetu Wrocławskiego ds. badań naukowych i współpracy z zagranicą, Ks. Marcin Orawski – proboszcz Parafii Ewangelicko-Augsburskiej Opatrzności Bożej we Wrocławiu, Jacek Sutryk – dyrektor Departamentu Spraw Społecznych Urzędu Miejskiego Wrocławia, Ewa Lis, Paulina Lis oraz Krzysztof Lis.

## Laureaci i laureatki
- 2015 – Sławomir Piechota
- 2016 – Lidia Lempart
- 2017 – Marek Wysocki
- 2018 – Piotr Pawłowski, Stowarzyszenie Przyjaciół Integracji i Fundacja Integracja
- 2019 – Adam Komar, Fundacja „Potrafię Pomóc”[2]
- 2020 – Hanna Pasterny, Bartłomiej Skrzyński (nagroda specjalna)[4]
- 2021 – Monika Zima-Parjaszewska[5]
- 2022 – Krzysztof Kurowski[6][7].
- 2023 - Alicja Szatkowska[8].
- 2024 - Marek Kalbarczyk[9].